# Gollin
Gollin ([ɡɔˈliːn]) è una frazione del città tedesca di Templin, nel Brandeburgo.

## Storia
Nel 2003 il comune di Gollin venne soppresso e aggregato alla città di Templin.

## Geografia antropica
Alla frazione di Gollin appartiene la località di Reiersdorf.